# Peaceful Easy Feeling
Peaceful Easy Feeling is een nummer uitgevoerd door de Amerikaanse band Eagles. Het nummer is geschreven door Jack Tempchin.
Peaceful Easy Feeling is het derde nummer van het debuutalbum Eagles. Het nummer wordt gezongen door Glenn Frey, waarbij Bernie Leadon in het tweede couplet invalt. Randy Meisner voegt zich ten slotte ietsje bij hen in hetzelfde couplet.
Als single werd het nummer uitgebracht op 1 december 1972.
Nadat de groep minder country-rock speelde werd Peaceful Easy Feeling nauwelijks meer door de Eagles gespeeld. Het verscheen in 1976 op het uiterst succesvolle verzamel album Eagles, Their Greatest Hits 1971-1975. Op dit album kreeg het nummer een komma in de titel als Peaceful, Easy Feeling.

## Tekst
Het nummer begint positief met het bezingen en bewonderen van een vrouw. Bij het tweede couplet sluipt de twijfel er in omdat hij weet wat "a woman can do to your soul". Uiteindelijk is hij er nog niet uit, maar dat geeft niet omdat hij een vredig kalm gevoel heeft, en hij niet meer gekwetst kan raken zoals door eerdere vrouwen. Het makkelijke geluid van het nummer geeft het uiteindelijk een bitterzoet sentiment.

## Covers
Jack Tempchin heeft zelf ook een uitvoering van het number uitgebracht op zijn debuutalbum in 1978. Daarnaast heeft de uit Nashville afkomstige band Little Texas in 1993 op het tributealbum voor de Eagles Common Thread het nummer gecoverd. Hiermee behaalden ze een bescheiden notering in de singles top 100.

## Hitnoteringen

### NPO Radio 2 Top 2000
| Nummer met noteringen in de NPO Radio 2 Top 2000 | '99  | '00-'01 | '02 | '03  | '04  | '05  | '06  | '07  | '08  | '09  | '10  | '11  | '12  | '13  | '14  | '15  | '16  | '17  | '18 | '19  | '20-'21 | '22  | '23 | '24  |
| ------------------------------------------------ | ---- | ------- | --- | ---- | ---- | ---- | ---- | ---- | ---- | ---- | ---- | ---- | ---- | ---- | ---- | ---- | ---- | ---- | --- | ---- | ------- | ---- | --- | ---- |
| Peaceful Easy Feeling                            | 1375 | -       | 934 | 1355 | 1337 | 1133 | 1060 | 1093 | 1173 | 1149 | 1139 | 1214 | 1405 | 1378 | 1308 | 1418 | 1732 | 1769 | -   | 1886 | -       | 1982 | -   | 1938 |

1. ↑  Een '-' betekent dat het nummer niet was genoteerd en een vetgedrukt getal geeft de hoogste notering aan.